# Si pudiera volver atrás
Si pudiera volver atrás es la duodécima novela del escritor francés Marc Levy. Se publicó en 29 de marzo de 2012.

## Sinopsis
Andrew Stilman, célebre periodista del The New York Times lleva a cabo la investigación más importante de su carrera. El día después de su boda, es víctima de una agresión y se cae, queda mortalmente herido en un mar de sangre. Pero de forma extraña, recupera el conocimiento, dos meses antes de todo esto.
Regresa sesenta días antes. Andrew Stilman debe elegir entre seguir investigando o descubrir a su asesino y enfrentar su destino. Desde Nueva York a Buenos Aires, el periodista se encuentra en una espiral vertiginosa.

## Comentarios
Le Figaro Littéraire: «Te hace sentir una larga gama de emociones (...) desde la pasión, al suspense y el humor». Le Parisien habla de « Un thriller que te dejará sin aliento». Francesoir.fr dice « Una investigación policial e histórica trepidante, con unos personajes encantadores».